# Disciseda nigra
Disciseda nigra är en svampart som beskrevs av Dörfelt & H. Nowak 2002. Disciseda nigra ingår i släktet Disciseda och familjen Agaricaceae.   Inga underarter finns listade i Catalogue of Life.